# Deens voetbalelftal in 2001
Het Deens voetbalelftal speelde tien officiële interlands in het jaar 2001, waaronder zeven duels in de kwalificatiereeks voor het WK voetbal 2002 in Japan en Zuid-Korea. De selectie stond onder leiding van oud-international Morten Olsen, die zich met de Denen wist te plaatsen voor de WK-eindronde. Vier spelers kwamen in alle tien duels in actie: Jan Heintze, René Henriksen, Ebbe Sand en Dennis Rommedahl.

## Balans
| Wedstrijden | Wedstrijden | Wedstrijden | Wedstrijden | Doelpunten | Doelpunten | Doelpunten | Punten |
| Gespeeld    | Winst       | Gelijk      | Verlies     | Voor       | Tegen      | Saldo      | Punten |
| ----------- | ----------- | ----------- | ----------- | ---------- | ---------- | ---------- | ------ |
| 10          | 6           | 3           | 1           | 22         | 5          | +17        | 1.500  |

## Interlands
|                                                             |       |                                                                           |            |                                                                                     |
| 24 maart WK-kwalificatie № 650 «onderlinge duels» 20:00 uur | Malta | 0 – 5                                                                     | Denemarken | Ta' Qali Stadium, Ta' Qali Toeschouwers: 2.500 Scheidsrechter: Thomas McCurry (SCO) |
| 24 maart WK-kwalificatie № 650 «onderlinge duels» 20:00 uur |       | 8' Ebbe Sand 50' Jan Heintze 63' Ebbe Sand 76' Claus Jensen 80' Ebbe Sand |            | Ta' Qali Stadium, Ta' Qali Toeschouwers: 2.500 Scheidsrechter: Thomas McCurry (SCO) |

|                                                             |          |       |            |                                                                                  |
| 28 maart WK-kwalificatie № 651 «onderlinge duels» 20:00 uur | Tsjechië | 0 – 0 | Denemarken | Letenský stadion, Praag Toeschouwers: 16.354 Scheidsrechter: Graham Barber (ENG) |
| 28 maart WK-kwalificatie № 651 «onderlinge duels» 20:00 uur |          |       |            | Letenský stadion, Praag Toeschouwers: 16.354 Scheidsrechter: Graham Barber (ENG) |

|                                                               |                                                                |       |          |                                                                            |
| 25 april Vriendschappelijk № 652 «onderlinge duels» 20:00 uur | Denemarken                                                     | 3 – 0 | Slovenië | Parken, Kopenhagen Toeschouwers: 32.526 Scheidsrechter: Petteri Kari (FIN) |
| 25 april Vriendschappelijk № 652 «onderlinge duels» 20:00 uur | Jesper Grønkjær 61' Jon Dahl Tomasson 69' (pen.) Ebbe Sand 82' |       |          | Parken, Kopenhagen Toeschouwers: 32.526 Scheidsrechter: Petteri Kari (FIN) |

|                                                           |                                    |       |                |                                                                           |
| 2 juni WK-kwalificatie № 653 «onderlinge duels» 20:00 uur | Denemarken                         | 2 – 1 | Tsjechië       | Parken, Kopenhagen Toeschouwers: 41.669 Scheidsrechter: Markus Merk (GER) |
| 2 juni WK-kwalificatie № 653 «onderlinge duels» 20:00 uur | Ebbe Sand 6' Jon Dahl Tomasson 83' |       | 41' Roman Týce | Parken, Kopenhagen Toeschouwers: 41.669 Scheidsrechter: Markus Merk (GER) |

|                                                           |                             |       |                  |                                                                              |
| 6 juni WK-kwalificatie № 654 «onderlinge duels» 19:15 uur | Denemarken                  | 2 – 1 | Malta            | Parken, Kopenhagen Toeschouwers: 38.499 Scheidsrechter: Sergei Shmolik (BLR) |
| 6 juni WK-kwalificatie № 654 «onderlinge duels» 19:15 uur | Ebbe Sand 43' Ebbe Sand 83' |       | 8' George Mallia | Parken, Kopenhagen Toeschouwers: 38.499 Scheidsrechter: Sergei Shmolik (BLR) |

|                                                        |                  |       |            |                                                                                         |
| 15 augustus Vriendschappelijk № 655 «onderlinge duels» | Frankrijk        | 1 – 0 | Denemarken | Stade de la Beaujoire, Nantes Toeschouwers: 36.548 Scheidsrechter: Thomas McCurry (SCO) |
| 15 augustus Vriendschappelijk № 655 «onderlinge duels» | Robert Pirès 13' |       |            | Stade de la Beaujoire, Nantes Toeschouwers: 36.548 Scheidsrechter: Thomas McCurry (SCO) |

|                                                                |                     |       |                    |                                                                              |
| 1 september WK-kwalificatie № 656 «onderlinge duels» 19:15 uur | Denemarken          | 1 – 1 | Noord-Ierland      | Parken, Kopenhagen Toeschouwers: 41.569 Scheidsrechter: Ryszard Wójcik (POL) |
| 1 september WK-kwalificatie № 656 «onderlinge duels» 19:15 uur | Dennis Rommedahl 3' |       | 73' Philip Mulryne | Parken, Kopenhagen Toeschouwers: 41.569 Scheidsrechter: Ryszard Wójcik (POL) |

|                                                                |           |                                               |            |                                                                                         |
| 5 september WK-kwalificatie № 657 «onderlinge duels» 20:00 uur | Bulgarije | 0 – 2                                         | Denemarken | Balgarska Armiya Stadion, Sofia Toeschouwers: 21.500 Scheidsrechter: Jan Wegereef (NED) |
| 5 september WK-kwalificatie № 657 «onderlinge duels» 20:00 uur |           | 47' Jon Dahl Tomasson 90+1' Jon Dahl Tomasson |            | Balgarska Armiya Stadion, Sofia Toeschouwers: 21.500 Scheidsrechter: Jan Wegereef (NED) |

|                                                              | |       |         |                                                                                    |
| 6 oktober WK-kwalificatie № 658 «onderlinge duels» 20:15 uur | Denemarken                                                                                                  | 6 – 0 | IJsland | Parken, Kopenhagen Toeschouwers: 41.769 Scheidsrechter: Arturo Daudén Ibáñez (ESP) |
| 6 oktober WK-kwalificatie № 658 «onderlinge duels» 20:15 uur | Dennis Rommedahl 13' Ebbe Sand 15' Thomas Gravesen 31' Thomas Gravesen 36' Ebbe Sand 67' Jan Michaelsen 90' |       |         | Parken, Kopenhagen Toeschouwers: 41.769 Scheidsrechter: Arturo Daudén Ibáñez (ESP) |

|                                                                  |                             |       |                              |                                                                             |
| 10 november Vriendschappelijk № 659 «onderlinge duels» 20:15 uur | Denemarken                  | 1 – 1 | Nederland                    | Parken, Kopenhagen Toeschouwers: 20.354 Scheidsrechter: Stuart Dougal (SCO) |
| 10 november Vriendschappelijk № 659 «onderlinge duels» 20:15 uur | Martin Jørgensen 84' (pen.) |       | 45' (pen.) Jimmy Hasselbaink | Parken, Kopenhagen Toeschouwers: 20.354 Scheidsrechter: Stuart Dougal (SCO) |

## FIFA-wereldranglijst
| JAN | FEB | MAR | APR | MEI | JUN | JUL | AUG | SEP | OKT | NOV | DEC |
| --- | --- | --- | --- | --- | --- | --- | --- | --- | --- | --- | --- |
| 23  | 23  | 24  | 21  | 20  | 16  | 17  | 18  | 18  | 17  | 17  | 18  |

## Statistieken
| Thomas Sørensen     | 1976-06-12 | Sunderland AFC      | 8  | 0 | 0 |     |    |
| Peter Kjær          | 1965-11-05 | Aberdeen FC         | 1  | 2 | 0 | 3   | 0  |
| Peter Schmeichel    | 1963-11-18 | Aston Villa         | 1  | 0 | 0 | 129 | 1  |
| Verdediging         |            |                     |    |   |   |     |    |
| Jan Heintze         | 1963-08-17 | PSV Eindhoven       | 10 | 0 | 1 |     |    |
| René Henriksen      | 1969-08-27 | Panathinaikos       | 10 | 0 | 0 |     |    |
| Thomas Helveg       | 1971-06-24 | AC Milan            | 9  | 0 | 0 |     |    |
| Martin Laursen      | 1977-07-26 | AC Milan            | 8  | 0 | 0 |     |    |
| Steven Lustü        | 1971-04-13 | AB Kopenhagen       | 1  | 1 | 0 |     |    |
| Niclas Jensen       | 1974-08-17 | Manchester City     | 0  | 2 | 0 |     |    |
| Martin Albrechtsen  | 1980-03-31 | FC Kopenhagen       | 0  | 1 | 0 | 1   | 0  |
| Thomas Rytter       | 1974-01-06 | VfL Wolfsburg       | 0  | 1 | 0 |     |    |
| Middenveld          |            |                     |    |   |   |     |    |
| Stig Tøfting        | 1969-08-14 | Bolton Wanderers    | 9  | 0 | 0 |     |    |
| Thomas Gravesen     | 1976-03-11 | Everton             | 6  | 0 | 2 |     |    |
| Martin Jørgensen    | 1975-10-06 | Udinese             | 5  | 1 | 1 |     |    |
| Brian Steen Nielsen | 1968-12-28 | Malmö FF            | 2  | 3 | 0 |     |    |
| Peter Nielsen       | 1968-03-03 | Borussia M'gladbach | 2  | 1 | 0 |     |    |
| Claus Jensen        | 1977-04-29 | Charlton Athletic   | 1  | 5 | 1 |     |    |
| Jan Michaelsen      | 1970-11-28 | Panathinaikos       | 1  | 4 | 1 |     |    |
| Peter Sand          | 1972-07-19 | Barnsley            | 1  | 0 | 1 |     |    |
| Christian Poulsen   | 1980-02-28 | FC Kopenhagen       | 1  | 0 | 0 | 1   | 0  |
| Allan Nielsen       | 1971-03-13 | Watford             | 0  | 4 | 0 |     |    |
| Bjarne Goldbæk      | 1968-10-06 | Fulham              | 0  | 2 | 0 | 28  | 0  |
| Per Frandsen        | 1970-02-06 | Bolton Wanderers    | 0  | 1 | 0 |     |    |
| Mads Jørgensen      | 1979-02-10 | Brøndby IF          | 0  | 1 | 0 | 1   | 0  |
| Aanval              |            |                     |    |   |   |     |    |
| Ebbe Sand           | 1972-07-19 | Schalke 04          | 10 | 0 | 9 | 41  | 16 |
| Dennis Rommedahl    | 1978-07-22 | PSV Eindhoven       | 10 | 0 | 2 |     |    |
| Jon Dahl Tomasson   | 1976-08-29 | Feyenoord           | 9  | 0 | 4 |     |    |
| Jesper Grønkjær     | 1977-08-12 | Chelsea             | 6  | 2 | 1 |     |    |
| Marc Nygaard        | 1976-09-01 | Roda JC             | 0  | 4 | 0 |     |    |
| Peter Madsen        | 1978-04-26 | Brøndby IF          | 0  | 2 | 0 | 2   | 0  |